# Sächsische VI K
| VI K DR-Baureihe 99.64–65, 67–71            | VI K DR-Baureihe 99.64–65, 67–71            | VI K DR-Baureihe 99.64–65, 67–71                                          |
| 99 651 als Denkmal in Steinheim an der Murr | 99 651 als Denkmal in Steinheim an der Murr | 99 651 als Denkmal in Steinheim an der Murr                               |
| ------------------------------------------- | ------------------------------------------- | ------------------------------------------------------------------------- |
| 99 651 als Denkmal in Steinheim an der Murr |                                             |                                                                           |
| Nummerierung:                               | 210–224 99 641–655                          | 99 671–717                                                                |
| Anzahl:                                     | 15                                          | 47                                                                        |
| Hersteller:                                 | Henschel                                    | Henschel, Sächsische Maschinenfabrik, Maschinenbau-Gesellschaft Karlsruhe |
| Baujahre:                                   | 1918–1919                                   | 1923–1927                                                                 |
| Ausmusterung:                               | 1969                                        | 1974                                                                      |
| Bauart:                                     | E h2                                        | E h2                                                                      |
| Gattung:                                    | K 55.8                                      | K 55.8                                                                    |
| Spurweite:                                  | 750 mm                                      | 750 mm                                                                    |
| Länge über Kupplung:                        | 8.680 mm                                    | 8.990 mm                                                                  |
| Höhe:                                       | 3.550 mm                                    | 3.550 mm                                                                  |
| Breite:                                     | 2.400 mm                                    | 2.400 mm                                                                  |
| Gesamtradstand:                             | 3.720 mm                                    | 3.720 mm                                                                  |
| Leermasse:                                  | 30,40 t                                     | 32,50 t                                                                   |
| Dienstmasse:                                | 40,40 t                                     | 42,25 t                                                                   |
| Reibungsmasse:                              | 40,40 t                                     | 42,25 t                                                                   |
| Höchstgeschwindigkeit:                      | 30 km/h                                     | 30 km/h                                                                   |
| indizierte Leistung:                        | 480 PSi                                     | 480 PSi                                                                   |
| Anfahrzugkraft:                             | 76,20 kN                                    | 76,20 kN                                                                  |
| Treibraddurchmesser:                        | 800 mm                                      | 800 mm                                                                    |
| Radstand:                                   | 930 mm; Umbau DR: 1000 mm                   | 930 mm; Umbau DR: 1000 mm                                                 |
| Steuerungsart:                              | Heusinger                                   | Heusinger                                                                 |
| Zylinderanzahl:                             | 2                                           | 2                                                                         |
| Zylinderdurchmesser:                        | 430 mm                                      | 430 mm                                                                    |
| Kolbenhub:                                  | 400 mm                                      | 400 mm                                                                    |
| Kesselüberdruck                             | 14 bar                                      | 14 bar                                                                    |
| Rostfläche:                                 | 01,61 m²                                    | 01,61 m²                                                                  |
| Strahlungsheizfläche:                       | 06,06 m²                                    | 06,06 m²                                                                  |
| Verdampfungsheizfläche:                     | 64,32 m²                                    | 64,32 m²                                                                  |
| Überhitzerfläche:                           | 24,50 m²                                    | 24,50 m²                                                                  |
| Kessellänge:                                | 3.240 mm                                    | 3.240 mm                                                                  |
| Wasser:                                     | 4,50 m³                                     | 4,50 m³                                                                   |
| Kohle:                                      | 2,0 t                                       | 2,5 t                                                                     |
| Bremsbauart:                                | Saugluftbremse Bauart Körting               | Saugluftbremse Bauart Körting                                             |

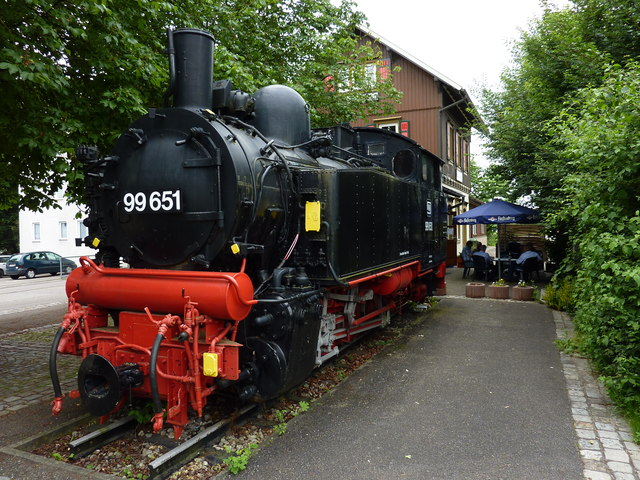
99 651 als Denkmal in Steinheim, 2010 (2014 aufgegeben)

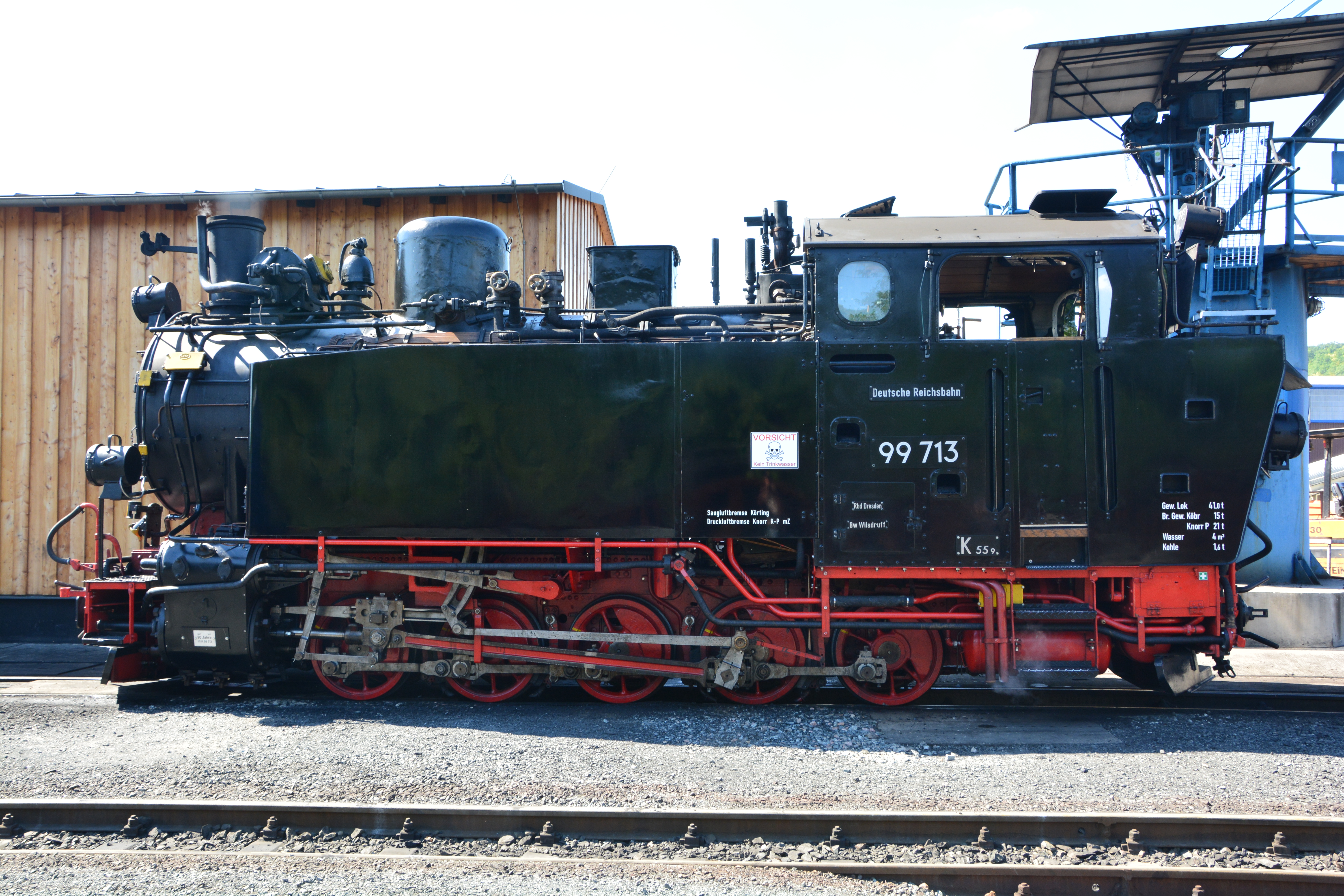
99 713 in Freital-Hainsberg, Juli 2018

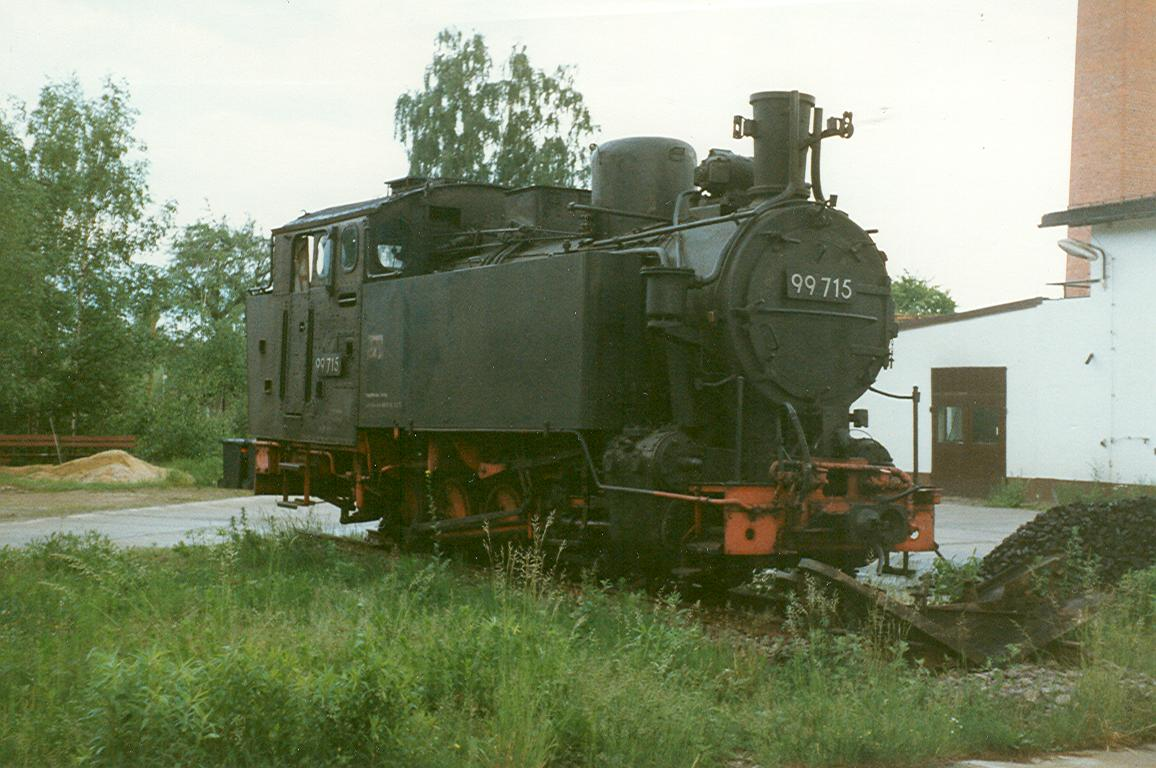
99 715 in Wilsdruff abgestellt, 1993

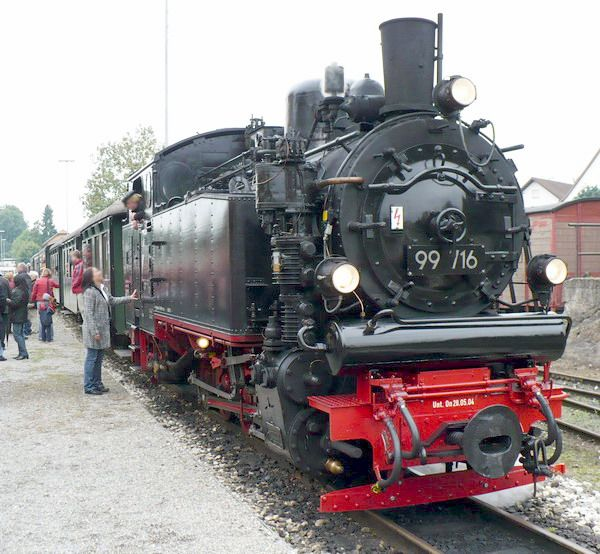
99 716 in Ochsenhausen, 2008

Als Gattung VI K (sprich: sechs Ka) bezeichneten die Sächsischen Staatseisenbahnen fünffach gekuppelte Schmalspurdampflokomotiven mit der Spurweite 750 mm. Die Deutsche Reichsbahn (DR) ordnete die Lokomotiven ab 1925 in die Baureihe 99.64–65 ein und beschaffte in den Jahren 1923 bis 1927 mehrere Nachbauserien, die innerhalb der Baureihe 99.67–71 eingeordnet wurden. Insgesamt waren 62 Exemplare dieser Gattung gebaut worden, von denen auch nach dem Zweiten Weltkrieg noch 26 bei der DR in Sachsen, 13 bei der DB und zwei in Österreich im Einsatz waren. Fünf weitere Loks kamen in anderen Ländern zum Einsatz. Insgesamt waren nach dem Zweiten Weltkrieg noch 46 Loks vorhanden.

## Technische Merkmale
Die VI K waren fünffach gekuppelte Heißdampflokomotiven. Der erste, dritte und fünfte Radsatz der Lok war zu den Seiten hin beweglich gelagert (Gölsdorf-Achse), wobei zur Führung der ersten und fünften Achse eine Rückstellvorrichtung eingebaut wurde. Diese besteht aus einer auf der Radsatzwelle mittig befestigten Stahlscheibe, welche durch federbelastete Druckstücke zentriert wird. Durch diese Konstruktion konnten Gleisbögen bis zu einem Halbmesser von 50 m durchfahren werden. Treibachse war ursprünglich die vierte Achse, bei den bei der DR erneuerten Lokomotiven diente die dritte Achse als Treibachse.
Die Lokomotiven hatten Schmidt’sche Rauchrohrüberhitzer.
Als Bremsen waren eine Saugluftbremse Bauart Körting, die Seilhaspel für die Heberleinbremse und bei den neu gebauten Lokomotiven auch eine Druckluftbremse Bauart Knorr als Zusatzbremse vorhanden. Die württembergischen Lokomotiven hatten nur eine Druckluftbremse der Bauart Knorr.

## Geschichte

### Ursprungsbauart
Die Lokomotiven waren ursprünglich für die Heeresverwaltung entwickelt worden. 15 Stück wurden von Henschel & Sohn, Cassel, gebaut. Sie sollten auf polnischen Schmalspurstrecken zum Einsatz kommen. Durch den Friedensvertrag von Brest-Litowsk kam ein Einsatz im Osten nicht mehr zustande. Im Jahr 1919 kauften die Sächsischen Staatseisenbahnen alle Maschinen der Serie für ihre Schmalspurstrecken auf. Sie erhielten die sächsischen Bahnnummern 210 bis 224. Die Deutsche Reichsbahn übernahm alle Fahrzeuge als Baureihe 99.64–65 mit den Nummern 99 641 bis 99 655.
Die Maschinen mit den Nummern 99 650 und 99 651 kamen Ende des Jahres 1928 zur Reichsbahndirektion Stuttgart, welche sie beim Lokbahnhof Ochsenhausen, der dem Bw Aulendorf unterstellt war, einsetzte. Beide Loks waren bis zur Einstellung des Personenverkehrs am 31. Mai 1964 die Stammfahrzeuge der württembergischen Schmalspurbahn Biberach – Warthausen – Ochsenhausen. Anschließend kamen sie zur Bottwartalbahn.
Die Fahrzeuge mit den Nummern 99 643 und 99 647 kamen im Juli 1944 aus Sachsen nach Österreich, erstere sofort zu den Waldviertler Schmalspurbahnen, mindestens 99 647 zunächst zur Vellachtalbahn in Kärnten. Nach waren kurzzeitig beide VI K dort vorhanden. Ab August 1944 sollen beide sächsischen VI K in Gmünd (Hauptdepot der Waldviertler Schmalspurbahnen) stationiert gewesen sein. Von dort gelangten sie im Dezember 1948 als Reparation in die Sowjetunion.
Die 99 649 ging bereits im Zweiten Weltkrieg verloren; die 99 641, 645 und 652 mussten nach 1945 an die Sowjetunion abgegeben werden.
Die letzten beiden Exemplare bei der Deutschen Bundesbahn, die Fahrzeuge der Bottwartalbahn, wurden am 31. Juli und am 29. September 1969 ausgemustert. Letztere, die Nummer 99 651, wurde anschließend in Steinheim an der Murr als Denkmal aufgestellt. Sie war die einzige Schmalspurdampflokomotive der Deutschen Bundesbahn, die noch eine EDV-Betriebsnummer erhalten hatte.

### Nachbaulokomotiven der Deutschen Reichsbahn
Die Loks der Baureihe 99.67–71 der Deutschen Reichsbahn waren Nachbauten der sächsischen Gattung VI K, die in den Jahren 1923 bis 1927 gebaut wurden. Sie trugen die Betriebsnummern 99 671 bis 99 717. Gebaut wurden die 47 Lokomotiven von Henschel & Sohn (13 Lokomotiven), der Sächsischen Maschinenfabrik vormals Richard Hartmann, AG Chemnitz (22) und der Maschinenbau-Gesellschaft Karlsruhe (12).
Eine Reihe dieser Lokomotiven wurde auch in Württemberg bei der Bottwartalbahn und der Zabergäubahn eingesetzt: Die 99 679 bis 99 683 wurden gleich nach Württemberg geliefert, später wurden noch 99 671, 672, 698, 701, 704 und 716 aus Sachsen nach Württemberg umgesetzt. Die meisten dieser Maschinen waren bis etwa 1965 bei der Deutschen Bundesbahn im Einsatz, 1967 wurde als letzte die 99 704 ausgemustert.
Bis auf wenige Details unterschieden sich die Nachbauten kaum von ihren nachgerüsteten Vorgängern. Äußerlich waren die Nachbaulokomotiven vor allem an der weniger abgerundeten Verkleidung des Dampfdoms zu erkennen.
1927 baute die Maschinenfabrik Esslingen vier meterspurige Lokomotiven dieses Typs nach, welche als Baureihe 99.19 bei der Deutschen Reichsbahn eingeordnet wurden.
In den 1960er Jahren unterzog die Deutsche Reichsbahn (DR) die sieben Lokomotiven 99 673, 678, 685, 692, 703, 713 und 715 einer Generalreparatur (GR). Dabei kamen neue Kessel in Schweißkonstruktion zum Einbau. Teilweise erhielten sie auch neue Wasser- und Kohlenkästen.
Sieben andere Lokomotiven erhielten 1964/65 im RAW Görlitz eine Großteilerneuerung – umgangssprachlich oft als „Rekonstruktion“ bezeichnet, obwohl es de jure in der DDR kein Rekonstruktionsprogramm für Schmalspurlokomotiven und Wagen gab. Bei der Großteilerneuerung handelte es sich um ein verschleiertes Neubauprogramm. Die – de facto neugebauten – Lokomotiven verfügten über neue Kessel, geschweißte Führerhäuser und Vorratsbehälter nach dem Vorbild der Einheitslokomotiven sowie neue Rahmen mit einem einheitlichen Achsstichmaß von 1.000 mm. Der Antrieb wurde beim Neubau vom vierten auf den dritten Kuppelradsatz verlegt, der fest im Rahmen gelagert wurde. Verschiebbar waren jetzt der zweite und vierte Radsatz. Weiterhin verfügten die Neubaulokomotiven über Saug- und Druckluftbremse als Lokomotivbremse, zum Bremsen von Zügen fungierte die Saugluftbremse Bauart Körting oder die Heberleinbremse. Dieser Neubau betraf die drei originalen VI K 99 648, 653 und 99 654 sowie die vier Nachbaulokomotiven mit den Nummern 99 687, 694, 696 und 706.
1970 erhielten die im Reichsbahnbetriebsbestand verbliebenen Lokomotiven eine neue Nummer, indem eine 1 vor die Ordnungsnummer gestellt wurde, die eine mit Bindestrich angefügte EDV-Kontrollziffer abschloss.
Sowohl die sieben generalreparierten als auch die sieben neugebauten VI K musterte die Reichsbahndirektion Dresden bis 1975 aus.

### Einsatz im Ausland
Eine der Lokomotiven, die 99 702, verblieb nach dem Zweiten Weltkrieg in Frýdlant v Čechách (Friedland in Böhmen). Nach einer Ausbesserung wurde sie ab 1948 von den Tschechoslowakischen Staatsbahnen (ČSD) als U58.001 auf der Schmalspurbahn Třemešná ve Slezsku–Osoblaha eingesetzt. Im Jahr 1957 kam sie nach Frydlant zurück, wo sie noch bis 1960 im Zugverkehr auf der Schmalspurbahn Frýdlant v Čechách–Heřmanice verwendet wurde. Ende 1962 wurde sie ausgemustert und wenig später verschrottet. Die 99 708 bis 99 711, sowie die 99 717 (sowjetische Betriebsnummer T 99717) wurden als Reparationsleistung der SMAD bei der Deutschen Reichsbahn beschlagnahmt und sind ab 1946 im Hüttenwerk Magnitogorsk nachgewiesen. Daneben kamen 99 690 und 99 691 bereits 1945 in das Kombinat „Donbassugol“ (Donezk).

### Erhaltene Lokomotiven
Die 99 651 ist die letzte erhaltene Lok der Ursprungsserie. 1969 wurde sie als Denkmal am Bahnhof Steinheim an der Murr aufgestellt. Sie wurde 1984 von der Stadt Steinheim an der Murr erworben. 2014 musste sie einem Verkehrskreisel weichen. Am 10. Juni 2016 wurde sie von Steinheim an der Murr zur witterungsgeschützten Abstellung bei der Öchsle-Museumsbahn nach Ochsenhausen gebracht. In einem ersten Schritt soll sie wieder rollfähig gemacht werden. 2021 ging sie auch in das Eigentum des Vereins Öchsle Schmalspurbahn über.
Erhalten blieben auch die Lokomotiven 99 713 und 715, zunächst in Radebeul-Ost. 99 713 wurde als Traditionslokomotive von der DR betriebsfähig erhalten, 99 715 diente als Ersatzteilspender und stand offiziell als Denkmallokomotive vor dem Museumszug in Radebeul Ost. 1992 erhielt 99 713 auf dem Papier die neue Betriebsnummer 099 720, die sie aber nur selten trug. 99 715 wurde 1991 an die spätere GbR 99 715 Wilsdruff verkauft und schließlich bis 2003 betriebsfähig aufgearbeitet. Seit 2004 ist sie bei der Preßnitztalbahn eingestellt und im Betriebseinsatz zu erleben. Die 99 713 ging im Jahr 2004 an die heutige Sächsische Dampfeisenbahngesellschaft (SDG). Sie wurde im Oktober 2015 nach längerer Abstellzeit nach Oberwiesenthal überführt, erhielt dort eine Hauptuntersuchung (HU) und ist seit Juli 2017 wieder einsatzfähig.
99 716 stand für 25 Jahre im Heimatmuseum Güglingen und wurde 1993 als Leihgabe des Verkehrsmuseums Nürnberg von der Öchsle Museumsbahn übernommen. Ab 1997 war sie wieder im Einsatz. Die Öchsle-Bahn AG erwarb im Sommer 2008 die Dampflok vom DB-Museum Nürnberg. Sie ist seit Dezember 2011 wegen abgelaufener Fristen nicht mehr betriebsfähig; seit 2017 laufen Arbeiten für eine erneute Hauptuntersuchung.
| Betriebs-Nr. | Baujahr | Hersteller | Fabrik-Nr. | Eigentümer                                  | Strecke          | Standort     | betriebsfähig                       |
| ------------ | ------- | ---------- | ---------- | ------------------------------------------- | ---------------- | ------------ | ----------------------------------- |
| 99 651       | 1918    | Henschel   | 16132      | Öchsle Schmalspurbahn e. V.                 | Öchsle           | Ochsenhausen | Nein, soll rollfähig gemacht werden |
| 99 713       | 1927    | Hartmann   | 4670       | Sächsische Dampfeisenbahngesellschaft (SDG) | Lößnitzgrundbahn | Radebeul     | Ja                                  |
| 99 715       | 1927    | Hartmann   | 4672       | Eigentümergemeinschaft GbR 99 715           | Preßnitztalbahn  | Jöhstadt     | Ja                                  |
| 99 716       | 1927    | Hartmann   | 4673       | Öchsle Bahn AG                              | Öchsle           | Warthausen   | Nein, in Hauptuntersuchung          |